# Rondoniense SC
Rondoniense SC is een Braziliaanse voetbalclub uit Porto Velho in de staat Rondônia. 

## Geschiedenis
De club werd opgericht in 2010 en speelde in 2016 voor het eerst in de hoogste klasse van het Campeonato Rondoniense. De club woon beide toernooien in de finale van stadsrivaal Genus en werd zo dus meteen staatskampioen. Hierdoor mochten ze deelnemen aan de Série D, waar ze in de eerste ronde uitgeschakeld werden. 

## Erelijst
Campeonato Rondoniense
2016